# Чулков, Василий Иванович
Василий Иванович Чулков (1709—1775) — генерал-аншеф и камергер, кавалер орденов Святого Александра Невского и святой Анны.

## Биография
Василий был сыном Ивана Чулкова и являлся простолюдином. Василий Иванович в 1739 году служил во дворце цесаревны Елизаветы Петровны истопником. Приобретя её доверие он сделался одним из её приближенных и 27-го февраля 1742 года был пожалован в камер-юнкеры. В 1741 году в результате очередного ночного дворцового переворота Елизавета стала императрицей. Захватив власть она опасалась, что её тоже свергнут. По ночам страхи усиливались и не давали спать. По словам «Русской старины», у Василия Чулкова был чуткий сон и ему для хорошего самочувствия было достаточно подремать в кресле или стуле. В 1743 году Василий Иванович был «метр-дегардеробом» и в течение нескольких лет каждую ночь дремал у дверей спальной комнаты императрицы Елизаветы Петровны, у которой пользовался большим доверием.
В 1749 году Василию Чулкову было пожаловано село Архангельское, принадлежавшее до 1741 года Михаилу Гавриловичу Головкину. 5 сентября 1751 года Василий Иванович стал камергером. В 1752 году был награждён орденом святой Анны, а в 1756 году орденом св. Александра Невского.
В 1762 году Чулков был генералом и действительным камергером и в том же году, 8-го марта, был уволен с чином генерал-аншефа. Скончался Василий Иванович Чулков 4 (15) июня 1775 года.

## Семья
Женой Василия Ивановича была Дарья Ивановна Брюхова (1694—1776). Лобанов-Ростовский приводил и опровергал мнение Ф. Ф. Вигеля, утверждавшего, что прабабка Филиппа Филипповича — Кривская (в девичестве Татарская) овдовев после 1752 года вышла замуж за Василия Ивановича Чулкова. И дочь её дочери Мавру Петровну Лебедеву (чей отец умер в 1752, а мать в 1750-е) до её 14-летия воспитывал В. И. Чулков. А. Лобанов-Ростовский ссылаясь на некрополь в селе Гагино утверждал, что Дарья Ивановна Брюхова была единственной женой.
У Василия Чулкова было два брата: Степан и Егор, а также сестра Анисия. Анисия была замужем за капитаном Семёном Ивановичем Товарковым-Товаровым. А племянник Василия Ивановича Василий Егорович Чулков стал коллежским асессором и предводителем дворянства Юрьевского уезда Владимирской губернии.
Благодаря Василию Ивановичу появился новый род дворян Чулковых.

## Комментарии
1. ↑  Русский биографический словарь указывал 1709 год; у А.Н.Лобанова-Ростовского указан 1700 год
2. ↑  Русский биографический словарь указывал только год; у А.Н.Лобанова-Ростовского указан день смерти
3. ↑  Ф.Ф. Вигель писал, что В.И. Чулков научил её грамоте, но в 14 лет она «лишилась и попечителя своего». Учитывая, что Марфа родилась в 1752 или 1753 году и утрата попечителя должна была произойти в 1766 или 1767 году, а В.И. Чулков умер в июне 1776 года версия Ф.Ф. Вигеля имеет хронологические противоречия